# Mutz Greenbaum
Pour les articles homonymes, voir Greenbaum.
Mutz Greenbaum, né le 3 février 1896 à Berlin (Empire allemand), mort le 5 juillet 1968 à Londres (Angleterre), est un directeur de la photographie, producteur, réalisateur et scénariste allemand.
Ayant fait une seconde partie de carrière en Angleterre, il y est souvent crédité Max Greene (plus rarement, Max Greenbaum).

## Biographie
Fils du producteur Jules Greenbaum (1867-1924), Mutz Greenbaum débute comme chef opérateur sur une production de son père, Hampels Abenteuer, sortie en 1915 et réalisée par Richard Oswald (qu'il retrouvera pour deux autres films).
Parmi les autres réalisateurs de sa période allemande, citons Friedrich Zelnik (trois films, dont la version muette de La Petite Amie de Sa Majesté en 1926, avec William Dieterle, puis son remake parlant en 1931, avec Paul Richter) et Carl Boese (sept films). En tout, il contribue à soixante-treize films allemands (ou coproductions), majoritairement muets, jusqu'en 1931.
En 1930, il est directeur de la photographie sur Zwei Welten (version allemande) d'Ewald André Dupont, tourné également en version française (coproduction franco-allemande, titrée Les Deux Mondes, avec Max Maxudian) et en version anglaise (coproduction germano-britannique, titrée Two Worlds, avec John Longden), après quoi il choisit de s'installer (définitivement) à Londres, en 1931.
La carrière de Mutz Greenbaum se poursuit donc en Angleterre, où il collabore à soixante-douze films britanniques, de 1931 à 1963, ainsi qu'au film américain Le Dernier Passage (1961, avec Richard Widmark) de Phil Karlson. Au générique de bon nombre d'entre eux (à partir de 1945), il est crédité sous son nom anglicisé de Max Greene, comme pour Les Forbans de la nuit (1950, avec Richard Widmark) de Jules Dassin, un de ses films les plus connus.
Durant sa période britannique, il travaille également aux côtés des réalisateurs Victor Saville (six films, dont Prima Donna en 1934, avec Emlyn Williams), John Boulting (quatre films, dont Sept jours de malheur en 1957, avec Terry-Thomas) et son frère Roy Boulting (sept films, dont Après moi le déluge en 1959, avec Terry-Thomas et Peter Sellers), Lance Comfort (trois films, dont Le Chapelier et son château en 1942, avec Robert Newton et Deborah Kerr), Maurice Elvey (deux films, précédés en 1927 par une coproduction germano-britannique, La Goutte de venin, avec Isobel Elsom et Alfred Abel), Milton Rosmer (deux films), ou encore Robert Stevenson (deux films), entre autres. Mais il est surtout un collaborateur attitré d'Herbert Wilcox, sur dix-huit films de 1942 à 1956, dont Odette, agent S 23 (1950, avec Anna Neagle dans le rôle-titre).
En marge de son activité de chef opérateur, Mutz Greenbaum est occasionnellement réalisateur (deux films britanniques, dont The Man from Morocco en 1945, avec Anton Walbrook), producteur (deux films britanniques) et scénariste (trois films muets allemands).
Marie Tudor (1936, avec Cedric Hardwicke) de Robert Stevenson lui vaut un prix de la meilleure photographie à la Mostra de Venise 1936. Et pour son dernier film en 1963, Heavens Above! (avec Peter Sellers) de John et Roy Boulting, il obtient en 1964 une nomination au British Academy Film Award de la meilleure photographie.

## Filmographie partielle
(comme directeur de la photographie, sauf mention contraire ou complémentaire)

### Période allemande (1915-1931)
(films allemands, sauf mention contraire)
- 1915 : Hampels Abenteuer de Richard Oswald
- 1919 : Die Sumpfhanne de Carl Boese
- 1919 : Das Spiel von Liebe und Tod d'Urban Gad
- 1920 : Drei Nächte de Carl Boese
- 1921 : Der vergiftete Strom d'Urban Gad
- 1921 : Der Gang durch die Hölle de Carl Boese
- 1923 : Graf Cohn de Carl Boese (+ scénariste)
- 1924 : Das Mädel von Capri de Friedrich Zelnik
- 1925 : Lumpen und Seide de Richard Oswald
- 1925 : Heiratsschwindler de Carl Boese
- 1926 : La Petite Amie de Sa Majesté (Die Försterchristl) de Friedrich Zelnik
- 1926 : Sibérie, terre de douleur (Die Flucht in den Zirkus) de Mario Bonnard et Guido Parish
- 1927 : Potsdam, das Schicksal einer Residenz d'Hans Behrendt
- 1927 : La Goutte de venin (Tragödie einer Ehe) de Maurice Elvey (film germano-britannique)
- 1927 : Der goldene Abgrund de Mario Bonnard (film franco-allemand)
- 1927 : Le Sort d'une nuit (Das Schicksal einer Nacht) d'Erich Schönfelder
- 1928 : L'Enfer d'amour (Liebeshölle) de Wiktor Bieganski et Carmine Gallone
- 1928 : Le Président (Der Präsident) de Gennaro Righelli
- 1929 : Sensation im Wintergarten de Joe May et Gennaro Righelli
- 1930 : Es gibt eine Frau, die dich niemals vergißt de Leo Mittler
- 1930 : Zwei Menschen d'Erich Waschneck
- 1930 : Die große Sehnsucht de Steve Sekely
- 1930 : Zwei Welten d'Ewald André Dupont
- 1930 : Les Deux Mondes d'Ewald André Dupont (film franco-allemand ; version française alternative de Zwei Welten)
- 1930 : Two Worlds d'Ewald André Dupont (film germano-britannique ; version anglaise alternative de Zwei Welten)
- 1931 : 1914, fleurs meurtries (1914, die letzten Tage vor dem Weltbrand) de Richard Oswald
- 1931 : La Petite Amie de Sa Majesté (Die Försterchristl) de Friedrich Zelnik
- 1931 : Wiener Liebschaften de Robert Land
- 1931 : Amours viennoises de Jean Choux et Robert Land (film franco-allemand ; version française alternative de Wiener Liebschaften)

### Période britannique (1931-1963)
(films britanniques, sauf mention contraire)
- 1931 : Hindle Wakes de Victor Saville
- 1931 : A Gentleman of Paris (en) de Sinclair Hill
- 1932 : Love on Wheels de Victor Saville
- 1933 : Britannia of Billingsgate de Sinclair Hill
- 1933 : It's a Boy de Tim Whelan
- 1933 : Tessa, la nymphe au cœur fidèle (The Constant Nymph) de Basil Dean
- 1934 : Prima Donna (Evensong) de Victor Saville
- 1934 : Chu Chin Chow de Walter Forde
- 1934 : Princess Charming de Maurice Elvey
- 1935 : Emil and the Detectives de Milton Rosmer
- 1935 : Car of Dreams de Graham Cutts et Austin Melford
- 1936 : Marie Tudor (Tudor Rose) de Robert Stevenson
- 1937 : Tempête dans une tasse de thé (Storm in a Teacup) de Ian Dalrymple et Victor Saville
- 1937 : New York Express (Non-Stop New York) de Robert Stevenson
- 1937 : Return of the Scarlet Pimpernel d'Hanns Schwarz
- 1937 : The Green Cockatoo de William Cameron Menzies
- 1938 : La Grande Escalade (Climbing High) de Carol Reed
- 1938 : C'était son homme (We're Going to Be Rich), de Monty Banks
- 1938 : Keep Smiling (en) de Monty Banks
- 1938 : Old Iron de Tom Walls
- 1939 : There Ain't No Justice de Pen Tennyson (en)
- 1940 : Sous le regard des étoiles (The Stars Look Down) de Carol Reed (cadreur)
- 1940 : Sublime Sacrifice (Pastor Hall) de Roy Boulting
- 1940 : Under Your Hat de Maurice Elvey
- 1941 : This England de David MacDonald
- 1941 : Monsieur Smith agent secret (« Pimpernel » Smith) de Leslie Howard
- 1942 : Le Chapelier et son château (Hatter's Castle) de Lance Comfort
- 1942 : They Flew Alone d'Herbert Wilcox
- 1942 : Le Rochard du tonnerre (Thunder Rock) de Roy Boulting
- 1943 : Yellow Canary d'Herbert Wilcox
- 1943 : Squadron Leader X de Lance Comfort
- 1944 : Hôtel Réserve (+ réalisateur — conjointement avec Lance Comfort et Victor Hanbury — et producteur)
- 1945 : I Live in Grosvenor Square de Herbert Wilcox
- 1945 : The Man from Morocco (réalisateur uniquement)
- 1946 : Piccadilly Incident d'Herbert Wilcox
- 1947 : Mésalliance (The Courtneys of Curzon Street) d'Herbert Wilcox
- 1948 : Elizabeth of Ladymead d'Herbert Wilcox
- 1948 : Une âme perdue (So Evil My Love) de Lewis Allen
- 1948 : Spring in Park Lane d'Herbert Wilcox
- 1949 : Maytime in Mayfair d'Herbert Wilcox
- 1950 : Odette, agent S 23 (Odette) d'Herbert Wilcox
- 1950 : Into the Blue d'Herbert Wilcox
- 1950 : Les Forbans de la nuit (Night and the City) de Jules Dassin
- 1951 : The Lady with the Lamp d'Herbert Wilcox
- 1952 : Derby Day d'Herbert Wilcox
- 1952 : L'Affaire Manderson (Trent's Last Case) d'Herbert Wilcox
- 1953 : Tropique du désir (Laughing Anne) d'Herbert Wilcox
- 1954 : Voyage en Birmanie (Lilacs in the Spring) d'Herbert Wilcox
- 1954 : Révolte dans la vallée (Trouble in the Glen) d'Herbert Wilcox
- 1955 : Rhapsodie royale (King's Rhapsody) d'Herbert Wilcox
- 1956 : My Teenage Daughter d'Herbert Wilcox
- 1957 : Sept Jours de malheur (Lucky Jim) de John Boulting
- 1957 : Ce sacré confrère (Brothers in Law) de Roy Boulting
- 1958 : Le Justicier (The Moonraker) de David MacDonald
- 1959 : Après moi le déluge (I'm All Right Jack) de John Boulting
- 1959 : Sois toujours diplomate (Carlton-Browne of the F.O.) de Roy Boulting et Jeffrey Dell
- 1960 : Suspect de John et Roy Boulting
- 1961 : Le Dernier Passage (The Secret Ways) de Phil Karlson (film américain)
- 1963 : Heavens Above! de John et Roy Boulting

## Distinctions

### Récompense
- Prix de la meilleure photographie à la Mostra de Venise 1936, pour Marie Tudor

### Nomination
- British Academy Film Award de la meilleure photographie en 1964, catégorie noir et blanc, pour Heavens Above!